# Lee Hyun-se
Lee Hyun-Se (Hangul: 이현세; Hanja: 李賢世) (né le 13 juin 1956) est un manhwaga. Il travaille d'abord dans une banque mais en 1982, il réussit à se faire publier pour la première fois et il devient par la suite un des grands noms du manhwa.

## Œuvres
- 1992-? : Angel Dick
- 1993-? : Armagedon
- 2005-? : Nambul
- 2005-? : Le Sang Du Loup